# Лавретан
Порт Лавретан — морской порт в Этрурии, на побережье Тирренского моря.
Располагался между Козой и Популонием. Однако точное местоположение неизвестно, так как город известен лишь по упоминанию у Ливия.
В 202 году до н. э. консул Тиберий Клавдий Нерон отбыл с флотом из этого порта в Сицилию, но его застигла сильная буря, и он был вынужден остановиться в Популонии.